# John L. Selfridge
John Lewis Selfridge (* 17. Februar 1927 in Ketchikan, Alaska; † 31. Oktober 2010, DeKalb, Illinois) war ein US-amerikanischer Mathematiker, der sich mit algorithmischer Zahlentheorie, analytischer Zahlentheorie und Kombinatorik beschäftigte.
Selfridge promovierte 1958 an der University of California, Los Angeles bei Theodore Motzkin (On finite semigroups). Ab 1971 war er Professor an der University of Illinois at Urbana-Champaign und danach an der Northern Illinois University. 1991 emeritierte er.
1962 fand er die erste Sierpiński-Zahl: 78557, eine der nach Waclaw Sierpinski (1960) unendlich vielen solcher Zahlen. Selfridge vermutete mit Sierpinski 1967 auch, dass die von ihm gefundene Zahl die kleinste Sierpinski-Zahl ist, ein noch offenes „Sierpinski“-Problem, das allerdings in einem Verteiltem-Rechnen-Projekt (Seventeen or Bust) angegangen wird (Ende 2016 waren noch fünf Fälle offen). 1967 verbesserte er den Lucas-Test mit John Brillhart, und 1975 veröffentlichte er einen neuen Primzahltest mit Derrick Henry Lehmer und Brillhart. Unabhängig von Gary L. Miller und Michael O. Rabin fand er 1974 den Miller-Rabin-Test, der deshalb auch Miller-Selfridge-Rabin-Test genannt wird. Mit Brillhart, Lehmer, Samuel Wagstaff und anderen war er am Cunningham-Projekt beteiligt (Faktorisierung von Zahlen der Form {\displaystyle b^{n}}±1 für bestimmte {\displaystyle b}, was in Tabellen veröffentlicht wurde).
Selfridge veröffentlichte mehrfach mit Paul Erdős, unter anderem den Satz von Erdős-Selfridge. Er hat somit die Erdős-Zahl 1.
1978 bis 1986 war er Herausgeber von Mathematical Reviews. Er ist Mitgründer der Number Theory Foundation, einer US-amerikanischen Gesellschaft zur Förderung der Zahlentheorie. Sie vergibt seit 1994 alle zwei Jahre auf dem Algorithmic Number Theory Symposium (ANTS) einen zu Ehren von Selfridge nach ihm benannten Preis.

## Verweise
1. ↑  John L. Selfridge im Mathematics Genealogy Project (englisch)
2. ↑  Brillhart, Selfridge: Some factorizations of {\displaystyle 2^{m}} ± 1 and some related results. Mathematics of Computation, Band 21, 1967, S. 87–96, Corrigendum S. 751
3. ↑  Brillhart, Lehmer, Selfridge: New Primality criteria and factorizations of {\displaystyle 2^{m}} ± 1. Mathematics of Computation, Band. 29, 1975, S. 620–647
4. ↑  Song Y. Yan: Number theory for computing. 2. Auflage. Springer, 2002, S. 208–214

| Personendaten    | Personendaten                  |
| ---------------- | ------------------------------ |
| NAME             | Selfridge, John L.             |
| ALTERNATIVNAMEN  | Selfridge, John Lewis          |
| KURZBESCHREIBUNG | US-amerikanischer Mathematiker |
| GEBURTSDATUM     | 17. Februar 1927               |
| GEBURTSORT       | Ketchikan, Alaska              |
| STERBEDATUM      | 31. Oktober 2010               |
| STERBEORT        | DeKalb (Illinois)              |